# Виноградовник
Виногра́довник, или Ампело́псис (лат. Ampelópsis), — род цветковых растений семейства Виноградовые (Vitaceae).

## Ботаническое описание
Листопадные, травянистые или деревянистые лианы, реже стелющиеся или почти прямостоячие кустарники. Корневая система мочковатая. Кора бугорчатая, с чечевичками, сердцевина побегов белая. Усики без присосок, немногочисленные, иногда отсутствуют. Листья длинночерешковые, очерёдные, кожистые, 3—5-лопастные, пальчатые или перистые.
Цветки зеленоватые, мелкие, собраны в ложнозонтичные метельчатые соцветия. Венчик пятилепестный, звездообразный. Плоды — мелкие, несъедобные, 2—4-семянные, белые, зеленовато-белые, бледно-сиреневые, синие или оранжевые ягоды с металлическим блеском. Семена гладкие, яйцевидные.
Число хромосом 2n = 40.

## Виды

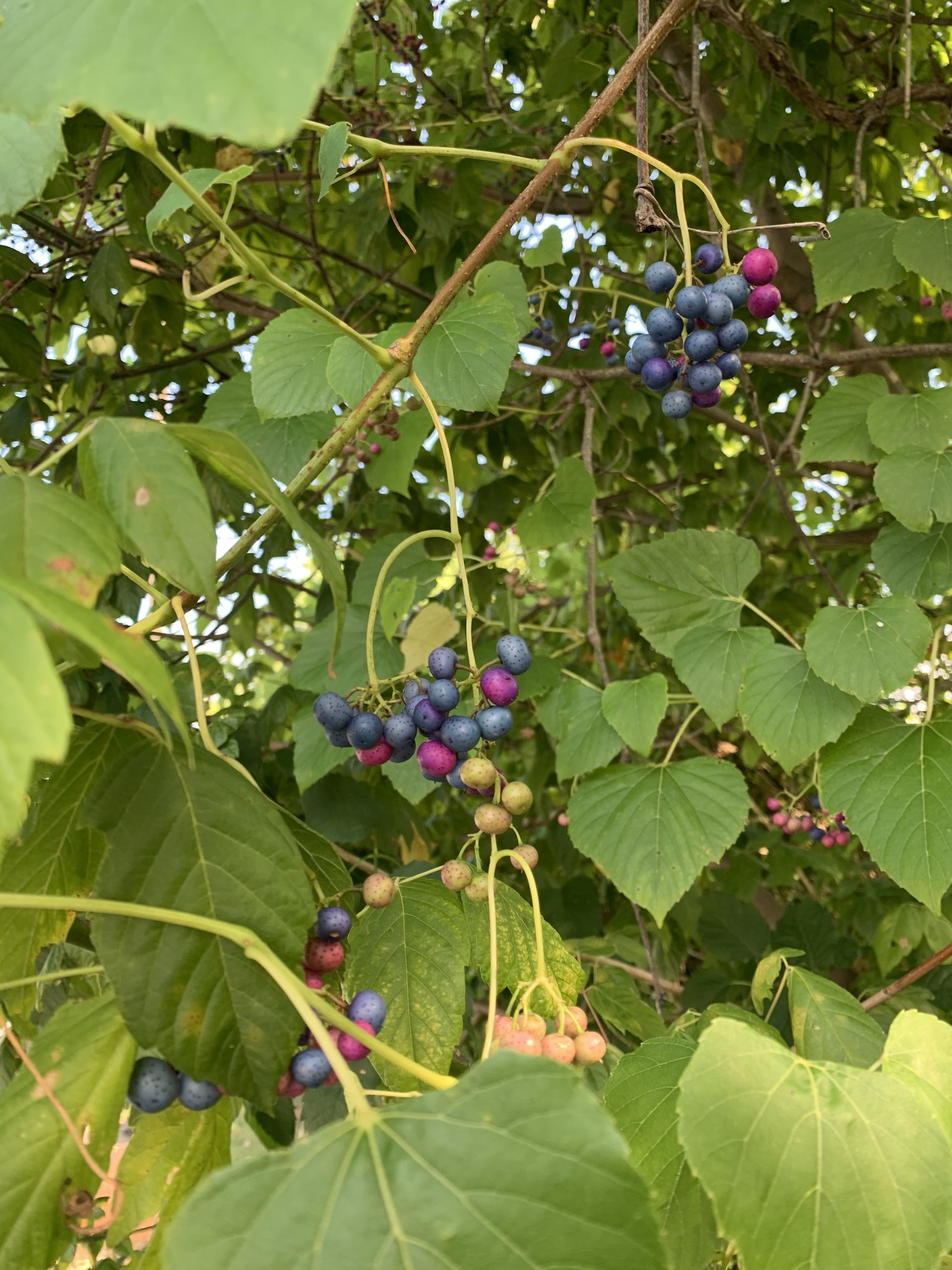
Ampelopsis cordata

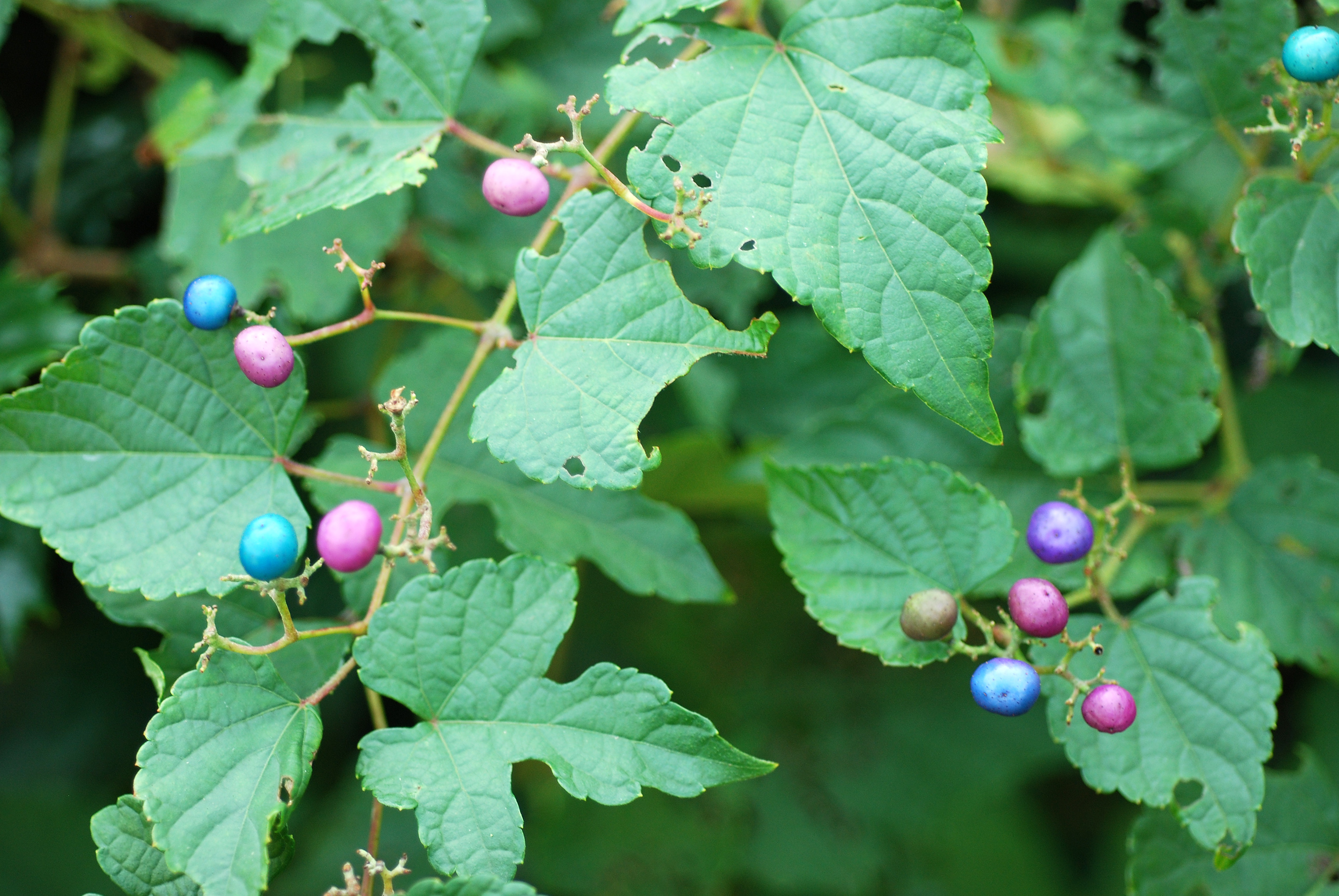
Ampelopsis glandulosa var. brevipedunculata

По информации базы данных The Plant List, род включает 24 вида:
- Ampelopsis acerifolia W.T.Wang
- Ampelopsis aconitifolia Bunge — Виноградовник аконитолистный
- Ampelopsis acutidentata W.T.Wang
- Ampelopsis arborea (L.) Koehne — Виноградовник древовидный
- Ampelopsis bodinieri (H.Lév. & Vaniot) Rehder — Виноградовник Бодинье
- Ampelopsis cantoniensis (Hook. & Arn.) Planch.
- Ampelopsis celebica Suess.
- Ampelopsis chaffanjonii (H.Lév.) Rehder
- Ampelopsis chondisensis (Vassilcz. & V.N.Vassil.) Tulyag.
- Ampelopsis cordata Michx. — Виноградовник сердцевидный
- Ampelopsis delavayana Planch. ex Franch. — Виноградовник Делавея
- Ampelopsis denudata Planch.
- Ampelopsis glandulosa (Wall.) Momiy.
- Ampelopsis gongshanensis C.L.Li
- Ampelopsis grossedentata (Hand.-Mazz.) W.T.Wang
- Ampelopsis humulifolia Bunge
- Ampelopsis japonica (Thunb.) Makino — Виноградовник японский
- Ampelopsis leeoides (Maxim.) Planch.
- Ampelopsis megalophylla Diels & Gilg — Виноградовник крупнолистный
- Ampelopsis mollifolia W.T.Wang
- Ampelopsis orientalis (Lam.) Planch. — Виноградовник восточный
- Ampelopsis rubifolia (Wall.) Planch.
- Ampelopsis tomentosa Planch. ex Franch.
- Ampelopsis vitifolia (Boiss.) Planch. — Виноградовник виноградолистный

Виноградовник короткоцветоножковый (Ampelopsis brevipedunculata (Maxim.) Trautv.) и Виноградовник разнолистный (Ampelopsis heterophylla (Thunb.) Siebold & Zucc.) считаются подвидами вида Ampelopsis glandulosa (Wall.) Momiy.

## Пищевые цепи
Растениями различных видов виноградовника питаются личинки некоторых видов чешуекрылых, например, кривоусых крохоток-молей.